# Список умерших в 956 году

## Февраль
- 27 февраля — Феофилакт, Патриарх Константинопольский (933—956)[1].

## Апрель
- 8 апреля — Жильбер, граф Авалона (918—956), граф Оксуа, Шалона и Десмуа (924—956), граф Бона (925—956), граф Отёна, граф де Труа и герцог Бургундии (952—956), архграф Бургундии (952—956).

## Май
- 25 мая — Хадамар, католический церковный деятель[2].

## Июнь
- 4 июня — Мухаммед III ибн Язид, 7-й Ширваншах (948-956).
- 16 июня — Гуго Великий, маркиз Нейстрии, граф Парижа и Орлеана (922—956), герцог франков (936—956), герцог Аквитании (955).

## Сентябрь
- Аль-Масуди, арабский историк, географ и путешественник[3].

## Дата смерти неизвестна или требует уточнения
- Конгалах Кногба, король Наута (Северной Бреги) (929—956) и верховный король Ирландии (944—956)[4].
- Аль-Мухтар аль-Касим, имам государства Зайдитов в Йемене.
- Ордоньо III, король Леона (951—956)[5].